# Arthur Hugo Göpfert (Politiker)

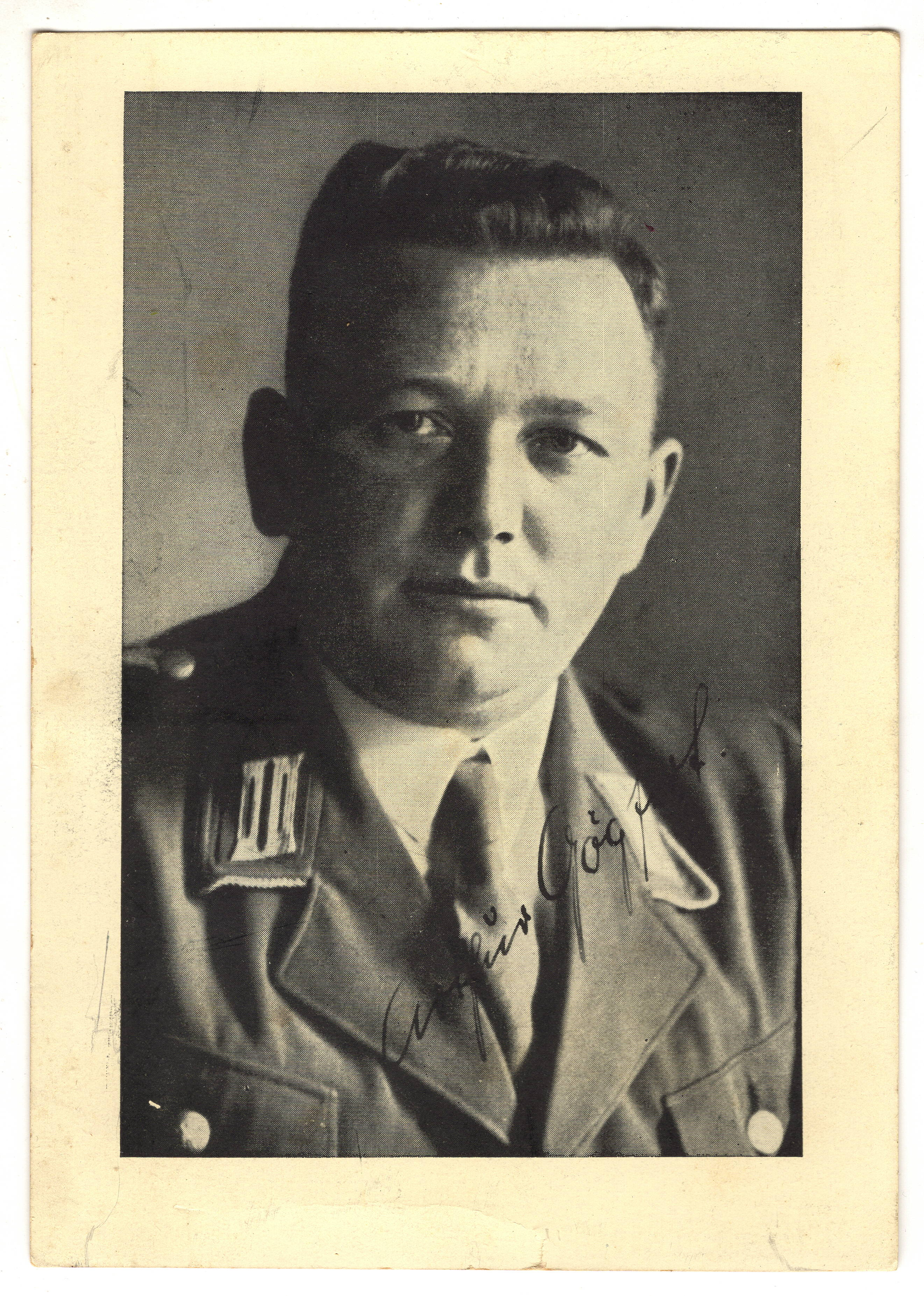
Arthur Hugo Göpfert, ca. 1935–1945

Arthur Hugo Göpfert (* 7. Juni 1902 in Pausa; † 23. Februar 1986 in Söchtenau) war ein deutscher Politiker (NSDAP).

## Leben und Wirken
Göpfert war der Sohn des Brauereibesitzers Wilhelm Göpfert. Nach dem Besuch der Volksschule und der Ausbildung an einem Lehrerseminar in Plauen von 1916 bis 1923 arbeitete Göpfert als Volksschullehrer in Glauchau.
1923 schloss sich Göpfert erstmals der NSDAP an, der er nach ihrer Neugründung zum 19. Juni 1925 wieder beitrat (Mitgliedsnummer 8.226). In der Partei übernahm er nacheinander Aufgaben als Ortsgruppenleiter von Syrau und Glauchau sowie als Reichsredner. 1930 wurde er zum Gauobmann des Nationalsozialistischen Lehrerbundes (NSLB) in Sachsen bestellt. In der NS-Presse fungierte er außerdem als Herausgeber der Politischen Erziehung, der Bausteine für die deutsche Erziehung und als Mitherausgeber von Dürrs vaterländischer Bücherei.
Nach dem Machtantritt der Nationalsozialisten wurde Göpfert im März 1933 Beigeordneter des Staatskommissars für Sachsen, bevor er als Ministerialrat im Sächsischen Ministerium für Volksbildung übernommen wurde. Wichtige Karriereschritte waren das Bekenntnis der deutschen Professoren zu Adolf Hitler im November 1933, das er herausgab, und die Organisation der Kundgebung in Leipzig am 11. November 1933. Am 11. März 1935 wurde er schließlich von Ministerpräsident Martin Mutschmann zum Leiter des Ministeriums ernannt, ohne jemals den Titel „Minister“ zu führen.
Daneben leitete Göpfert als Gauamtsleiter das Amt für Erzieher im Gau Sachsen. Ferner gehörte er der Landessynode Sachsen und dem Landeskirchlichen Schulamt an. Er war Vorsitzender des Sächsischen Kunstvereins.
1933 saß er im Sächsischen Landtag, von November 1933 bis zum Ende der NS-Herrschaft im Frühjahr 1945 außerdem als Abgeordneter für den Wahlkreis 28 (Dresden-Bautzen) im nationalsozialistischen Reichstag. Zudem war Göpfert Mitglied des Nationalsozialistischen Fliegerkorps (NSFK) im Rang eines Oberführers.
Nach 1945 lebte Göpfert in Westdeutschland. Das von ihm herausgegebene Denkmal deutscher Arbeit (Leipzig 1935) wurde in der Sowjetischen Besatzungszone auf die Liste der auszusondernden Literatur gesetzt.

## Schriften
- Denkmal deutscher Arbeit. Ein Werk von deutscher Kraft und Tüchtigkeit. Hahn, Leipzig 1935.
- Wege zur Musterschule. 1937.